# Pierre Bernard Palassou
Pierre Bernard Palassou, également connu sous le nom d'abbé Palassou, est un naturaliste français, géologue et botaniste, né le 9 juin 1745 à Oloron-Sainte-Marie et mort le 9 avril 1830 à Ogenne-Camptort (Pyrénées-Atlantiques).
Palassou connaît une courte carrière militaire dans les mousquetaires du roi avant de suivre des études de théologie  et d'obtenir le titre d'abbé. Il se consacre ensuite à l'histoire naturelle et en particulier à la minéralogie. Il fréquente les cercles savants parisiens, devient proche de Lavoisier et Guettard et collabore avec Flamichon. Il est connu pour ses travaux pionniers sur la géologie des Pyrénées, dont il est le premier à décrire l'organisation structurale et la pétrologie. Il devient correspondant de l'Académie des sciences en 1781. Son œuvre principale, Essai sur la minéralogie des Monts-Pyrénées, est publiée la même année et connaît un certain succès.
La formation géologique des « poudingues de Palassou » dans les Pyrénées est nommée en son honneur. 

## Biographie
Pierre Bernard Palassou naît en 1745 à Oloron-Sainte-Marie, dans le Haut-Béarn, au pied des Pyrénées, dans une famille aisée de marchands pratiquant notamment le commerce de la laine et du bois de mâture. Il est l'aîné d'une fratrie de trois garçons et trois filles. Sa mère meurt jeune, en 1751.
Palassou poursuit ses études secondaires chez les Jésuites, à Pau, puis au collège de Guyenne, à Bordeaux. Il a vingt ans lorsque son père meurt, en 1765. Il hérite ainsi du rôle de chef de famille et du titre d'« abbé-lai » de son père, et mène la belle vie. Le titre, en usage en Béarn et plus ponctuellement en Bigorre, avait été obtenu par un arrière grand-oncle en 1715, en achetant la moitié de l'abbaye laïque d'Ogeu. La même année, Palassou aurait été victime d'un guet-apens commis par plusieurs hommes masqués et armés dont un l'accusant d'avoir mis sa fille enceinte, le forçant à signer une promesse de mariage et à payer une dot de 10 000 livres.
Palassou réapparaît quelques années plus tard à Paris, où il est devenu mousquetaire du roi. En 1771, il vend sa moitié de l'abbaye d'Ogeu, perdant ainsi le titre et la prétendue noblesse attachés, mais récupérant une somme qui lui aurait permis de restaurer ses finances personnelles après la mésaventure de 1765. Entre 1769 et 1771, Palassou suit des études ecclésiastiques et obtient le premier degré de la cléricature. Cela lui permet de se présenter en tant qu'abbé dans la société parisienne.
À Paris, Palassou suit les cours de professeurs reconnus et noue des liens d'amitié avec les savants Guettard et Lavoisier. Ces derniers, en compagnie de Monnet, travaillent à dresser la première carte minéralogique de la France. Guettard se consacrant au bassin parisien et aux volcans d'Auvergne, Monnet s'intéressant aux Vosges et à l'Alsace, de Saussure étudiant les Alpes, les Pyrénées échoient à Palassou. Buffon l'aurait également encouragé à étudier la chaîne pyrénéenne, alors inexplorée d'un point de vue géologique.

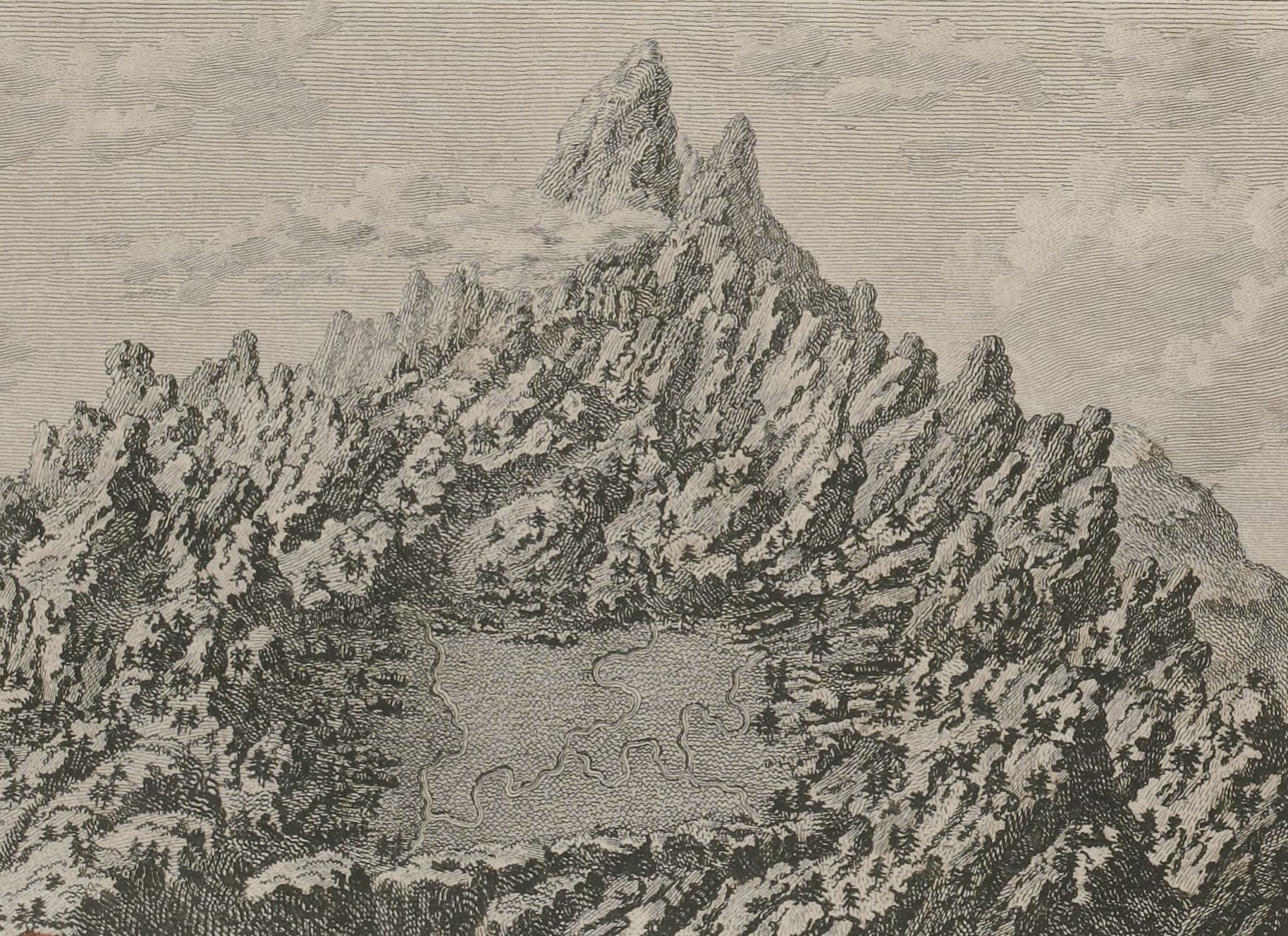
Dessin du pic du Midi d'Ossau par Flamichon pour Palassou, Essai sur la minéralogie des Monts-Pyrénées, 1781.

En 1774, Palassou effectue son premier voyage d'études géologiques dans les Pyrénées. Il effectue ensuite des voyages chaque été, entrecoupés de périodes à Paris où il présente les résultats de ses travaux devant l'Académie des sciences. Chaque voyage le voit explorer de nouvelles vallées du versant français de la chaîne, mais également côté espagnol dans la partie occidentale, répertoriant minutieusement toutes les observations de minéraux, de pendages, de carrières ou autres formes d'exploitation des ressources minérales (forges). Comme les autres naturalistes de son époque, il prend également le temps de s'adonner à la botanique. Il est souvent accompagné du géographe Flamichon qui a œuvré à la carte de Cassini et qui mesure les altitudes et dessine les panoramas observés. En 1781, compilant et augmentant ses textes présentés depuis 1776 devant l'Académie, à la suite d'un rapport favorable des membres Lavoisier et Desmarest, Palassou publie son œuvre majeure « sous le privilège de l'Académie » : Essai sur la minéralogie des Monts-Pyrénées. L'essai aurait été tiré à cinq cents exemplaires dans sa première édition et se voit réédité trois ans plus tard. Il comprend de nombreuses cartes et planches illustrées par Flamichon. La même année, Palassou est nommé correspond de la même Académie des sciences.
En 1782, Palassou achète le domaine de Susbielle, dans le village béarnais d'Ogenne-Camptort. Cet achat entraînant l'attribution du fief noble d'Ogenne, il incorpore de fait le corps des cent-soixante-neuf nobles des États du Béarn, obtenant ainsi droit de vote et droit de cité aux États généraux. En 1788, Palassou accompagne le duc de Guiche, chef des Gardes du roi, pour une mission diplomatique auprès du parlement de Navarre alors en froid avec la capitale. Palassou ne retournera plus jamais à Paris par la suite, et finira sa vie en Béarn. Il vit d'abord dans son domaine de Susbielle, jusqu'à la Révolution française. De 1791 à 1794, il se réfugie à Pau pendant la période des troubles, ruiné, tous ses biens ayant été confisqués. Il trouve le temps de publier un Mémoire pour servir de supplément à l’Essai sur la minéralogie des Monts-Pyrénées. 
Entre 1795 et 1800, la nouvelle administration départementale confie plusieurs « missions minéralogiques » à Palassou, qui est reconnu en tant qu'éminence scientifique du Béarn. Mais il juge ces missions mal payées et continue de vivre chichement. En 1803, Palassou est élu correspondant par la section de minéralogie de la Première Classe du nouvel Institut national des sciences et des arts (qui redeviendra l'Académie des sciences en 1816). De 1810 à 1818, il entretient une relation épistolaire avec le naturaliste toulousain Picot de Lapeyrouse, échangeant également des échantillons de roches et de plantes. Cependant, isolé dans son domaine loin des milieux savants parisiens, Palassou ne suit pas les évolutions rapides alors en cours en géologie. Il reçoit dans sa propriété de jeunes naturalistes tels que Jean de Charpentier ou Léon Dufour mais n'adhère pas à leurs idées nouvelles. Sous la Restauration, il publie plusieurs Mémoires servant de suite et complément à son ouvrage initial sur les Pyrénées.
Le 5 février 1821, le fauteuil de correspondant de l'Académie des sciences de l'abbé Palassou est attribué à Jean-François d'Aubuisson de Voisins, géologue et ingénieur des mines. C'est une erreur de l'Académie qui le croit mort. Palassou est bien vivant mais vit retranché dans son domaine béarnais, malade et quasiment aveugle. L'Académie le réintègre le 12 mars de la même année.
Palassou meurt à l'âge de 84 ans, le 9 avril 1830, dans son domaine de Susbielle. La mairie d'Ogenne enregistre la déclaration de deux « laboureurs » ayant trouvé le corps sans vie de « monsieur de Palassou ». Il est enterré dans le cimetière qui jouxte l'église du village. Vers la fin du XXe siècle, sa pierre tombale est restaurée et fixée sur la façade de l'église.

## Contributions scientifiques

### Géologie

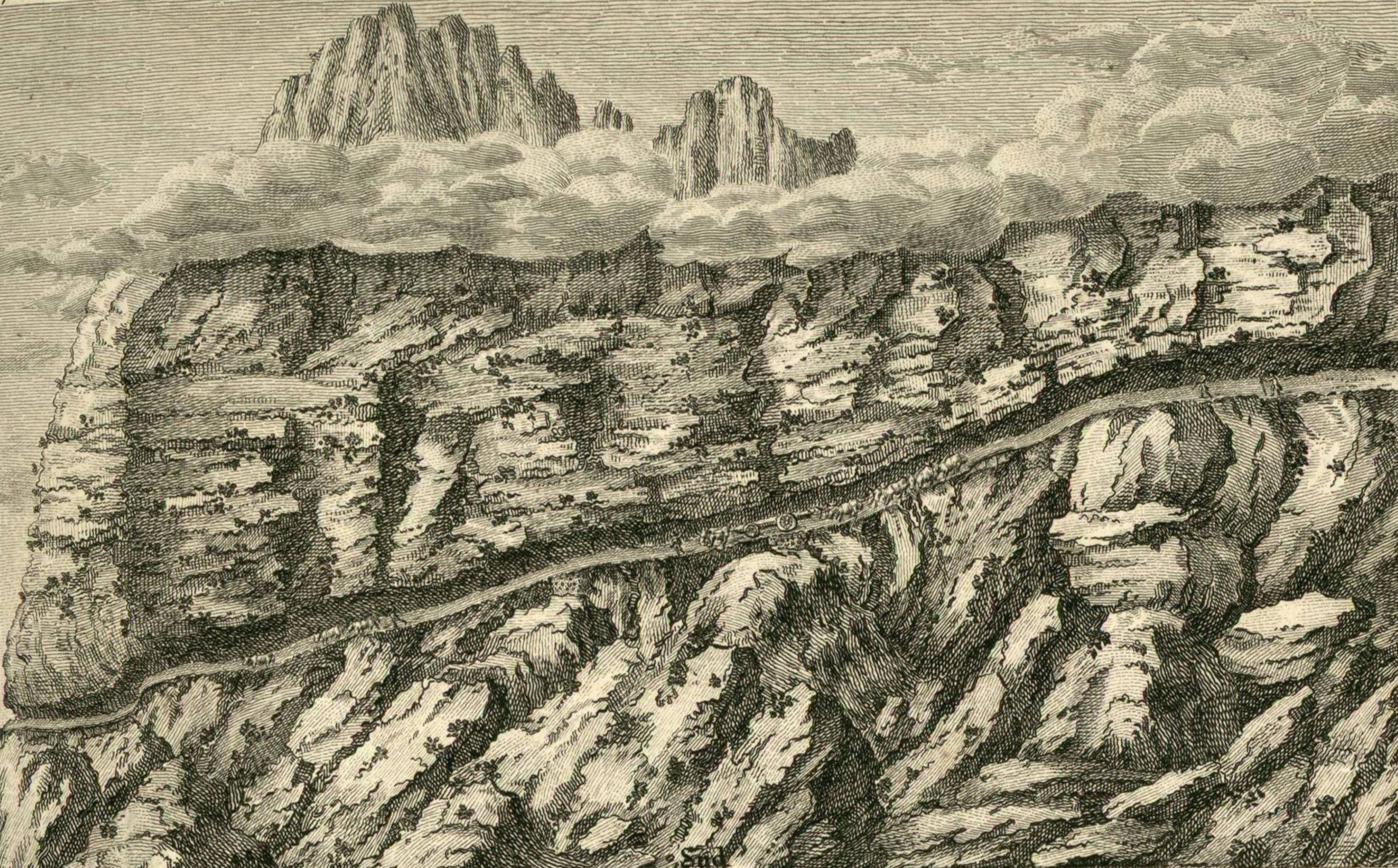
Représentation du Chemin de la Mâture taillé dans une falaise calcaire en vallée d'Aspe, par Flamichon dans Palassou, 1781.

Palassou est considéré comme le premier géologue des Pyrénées et comme le premier naturaliste à étudier cette chaîne de montagnes,. Certains voient même en lui un pyrénéiste avant l'heure, injustement oublié par la postérité qui lui préfère son contemporain Ramond de Carbonnières,. 
L'œuvre majeure de Palassou est son exploration géologique minutieuse des Pyrénées, les descriptions précises qu'il en fait, et ses interprétations sur les phénomènes géologiques. Tout cela est rendu par sa carte minéralogique des Pyrénées accompagnant son Essai sur la minéralogie des Monts-Pyrénées publié en 1781. Il ne se contente pas de décrire et lister les roches et minéraux, comme nombre de naturalistes de l'époque, il essaie d'en comprendre les rapports et les phénomènes qui les ont créés. Il est ainsi le premier à identifier et démontrer l'organisation régulière des différentes formations géologiques composant les Pyrénées, jusque là considérées comme un chaos sans aucune logique.
L'Essai sur la minéralogie des Monts-Pyrénées est accueilli favorablement par les cercles savants de l'époque et sert d'inspiration à ses contemporains et successeurs immédiats dans l'étude géologique des montagnes. Palassou reçoit compliments et éloges de la part d'autres savants tels que Saussure et Dolomieu.

#### Morphologie et pétrologie des Pyrénées
Concernant la pétrologie Palassou décrit deux grandes unités géologiques principales, qu'il relie à deux époques distinctes de formation des roches. La première est le substratum de granite de la chaîne, pour lequel il refuse de trancher dans le débat sur son origine : certains y voient une « cristallisation aqueuse » (neptunisme) d'autres un produit « du feu des volcans » (plutonisme). Il considère que le granite était déjà en place avant l'arrivée de la mer, mais note également l'absence de volcans dans les Pyrénées. Il l'appelle « granite en masse », qu'il différencie du « granite feuilleté » (en fait du gneiss) qu'il observe par ailleurs et dont la direction suit selon lui celles des calcaires et argiles, et dont il explique l'origine par l'action des torrents arrachant des lambeaux de « granite en masse ».

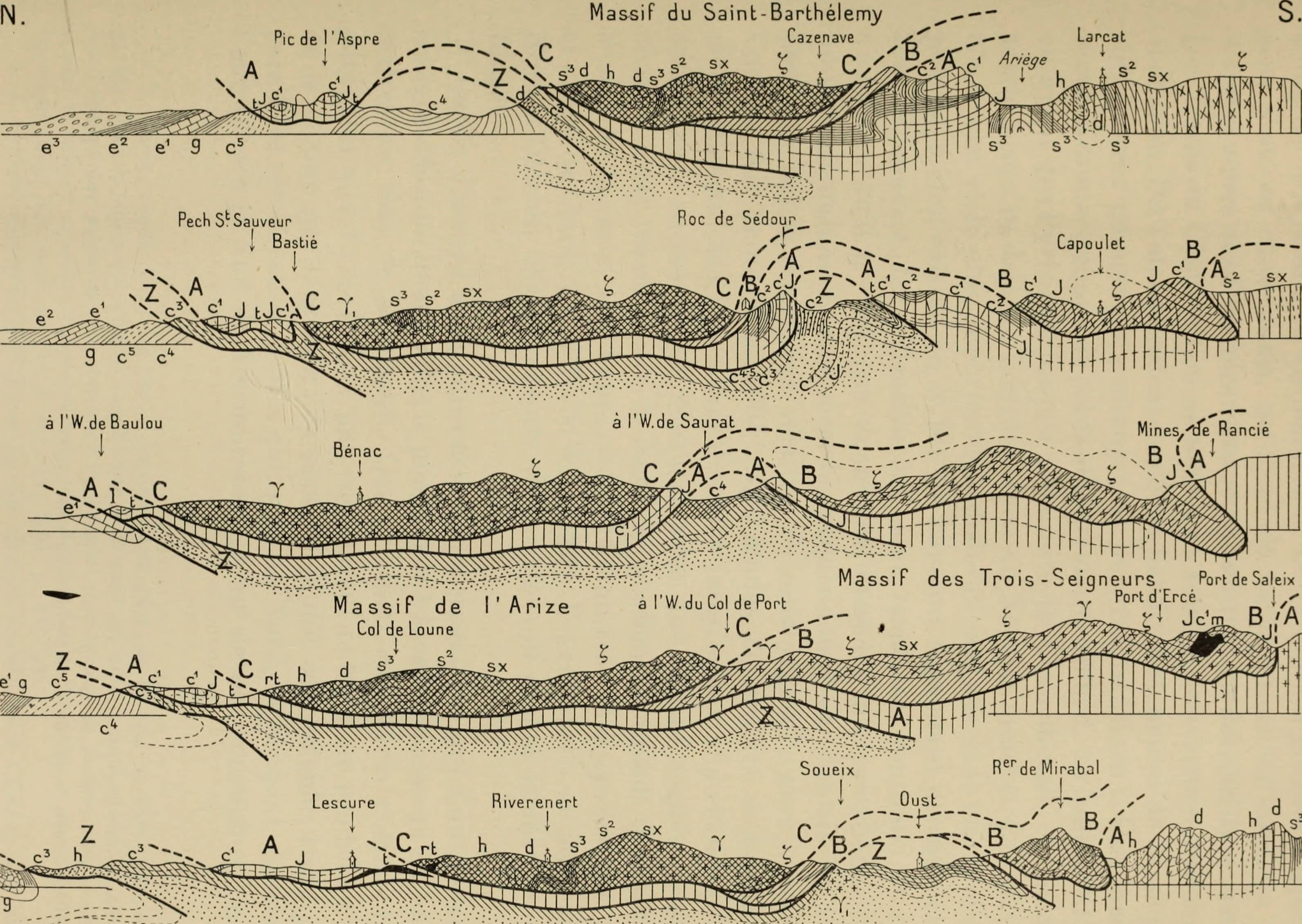
Coupes transverses des Pyrénées mentionnant les poudingues de Palassou (formation e3), Suess, 1897.

La deuxième unité géologique, se trouvant au-dessus de la première, est composée de calcaires et d'argiles, organisée en bandes alternantes et parallèles. Il explique la nature marine des calcaires, constitués de débris de coquillages (ce qui n'est pas nouveau à l'époque), note leur variété ainsi que la ressemblance d'une vallée à l'autre d'un calcaire constitué d'une « infinité de corps circulaires marins » semblant issus « d'une seule famille de coquillages » (peut-être des calcaires oolitiques). Il décrit la liste des marbres pyrénéens (vert et rouge de Campan, blanc de Loubie, etc.). Il tentera d'en exploiter certains pour les vendre à Paris, sans succès. Pour lui, argiles et schistes sont synonymes et il semble faire une gradation dans l'induration des roches en employant une multitude de termes : glaise, argile, marne, schiste, ardoise, ainsi que ardoise argileuse, ardoise marneuse et schiste argileux. Quoi qu'il en soit, tout cela est le produit de la mer et du « travail de la nature lent et paisible ». Il explique la formation des schistes par la destruction des végétaux mais n'exclut pas pour autant l'explication de Buffon que «  la longue humidité de l'air » transforme les laves et verres en terre argileuse.
Bien après son Essai, dans les années 1800, Palassou s'intéresse aux roches du piémont pyrénéen. Il distingue clairement les pierres roulées des alluvions des plaines du Bas-Béarn de celles qu'il a vues plus au sud dans les premiers reliefs pyrénéens (poudingues), les considérant comme postérieures. De même pour les calcaires marins landais et leurs fossiles, qu'il juge encore postérieurs aux précédents. Dans la théorie de Palassou, plus on s'éloigne de l'axe central des montagnes pyrénéennes, plus les terrains sont récents.

#### Tectonique
Palassou mesure et reporte sur sa carte les directions et pendages des bandes calcaires et argileuses, définissant ainsi l'orientation principale de la chaîne pyrénéenne selon un axe ONO-ESE. 
L'abbé devise longuement sur l'inclinaison des couches de calcaires et argiles. Il pense que c'est la position d'origine des roches, c'est-à-dire que les dépôts sédimentaires se sont faits sur des plans inclinés. Le support de dépôt est la montagne granitique préexistante, dont la surface n'est pas plane. Il en veut pour preuve ses expériences avec une eau chargée en limon, remplissant un vase. Lorsque toute l'eau est évaporée, les dépôts de limon couvrent toutes les parois du vase, y compris verticalement. Il s'oppose ainsi à l'idée largement défendue par ailleurs à l'époque que les couches se sont déposées horizontalement avant d'être affectées par « des tremblemens de terre locaux, des affaissemens, des soulèvements ».
Il observe également les plis dans les roches sédimentaires (nombreux sont représentés sur des illustrations de Flamichon dans son Essai sur la minéralogie des Monts-Pyrénées) qu'il explique là encore être la géométrie d'origine des dépôts sédimentaires formés par des courants turbulents.

#### Érosion fluviatile
Palassou est l'un des premiers à voir l'importance des phénomènes d'érosion par les cours d'eau. Ces derniers sculptent les paysages, vallées et reliefs, ce qui contredit l'idée dominante à l'époque, à savoir une série de submersion des montagnes par la mer. Palassou estime la vitesse d'érosion des montagnes pyrénéennes à une vingtaine de centimètres par siècle (2 mm/an), et précise qu'il faudrait donc environ un million d'années pour voir leur destruction complète.
Il entrevoit l'analogie entre les phénomènes géologiques du présent et ceux du passé, notamment en observant les dégâts et les dépôts sédimentaires à la suite d'orages et d'inondations dans certaines vallées pyrénéennes. Il préfigure ainsi l'uniformitarisme de Charles Lyell.

#### Poudingues «de Palassou»

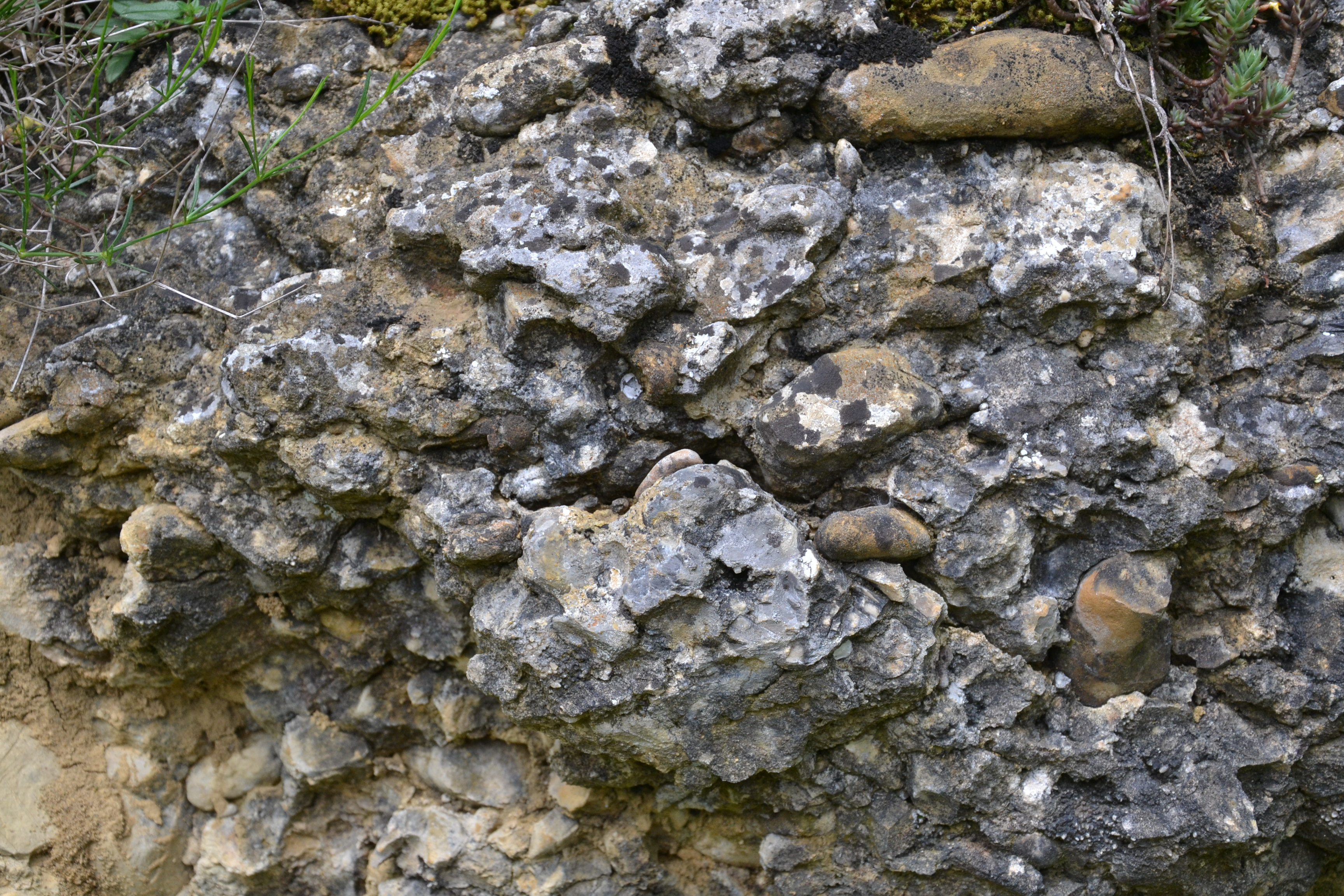
Affleurement de poudingues de Palassou en Ariège.

Palassou remarque l'importance des poudingues (qu'il nomme aussi « pierres roulées ») dans le piémont pyrénéen bien qu'il n'en parle que brièvement dans son Essai de 1781. C'est dans sa Suite aux mémoires pour servir à l'histoire naturelle des Pyrénées et des pays adjacents de 1819 qu'il développe le sujet. Il décrit des « amas de cailloux » à la « texture grossière » collés par un liant calcaire, avec des éléments pouvant atteindre le mètre de diamètre. Il les place au-dessus des bandes argileuses dont il a décrit auparavant l'organisation et y voit possiblement une origine fluviatile. De façon intéressante, il semble relier la présence de ces poudingues à la qualité des vins de Jurançon.
Le géologue toulousain Leymerie, spécialiste de la géologie de l'Ariège et de l'Aude, nomme, en 1878, les bancs imposants qu'il observe dans la partie orientale de la chaîne « poudingues de Palassou » en l'honneur de l'abbé, qu'il cite comme ayant été le premier à les distinguer. Paradoxalement, Palassou n'a jamais décrit de telles roches dans la région où Leymerie les nomme ; les poudingues décrits par Palassou le sont dans la partie occidentale de la chaîne, en Béarn et Pays basque.

#### Ophite

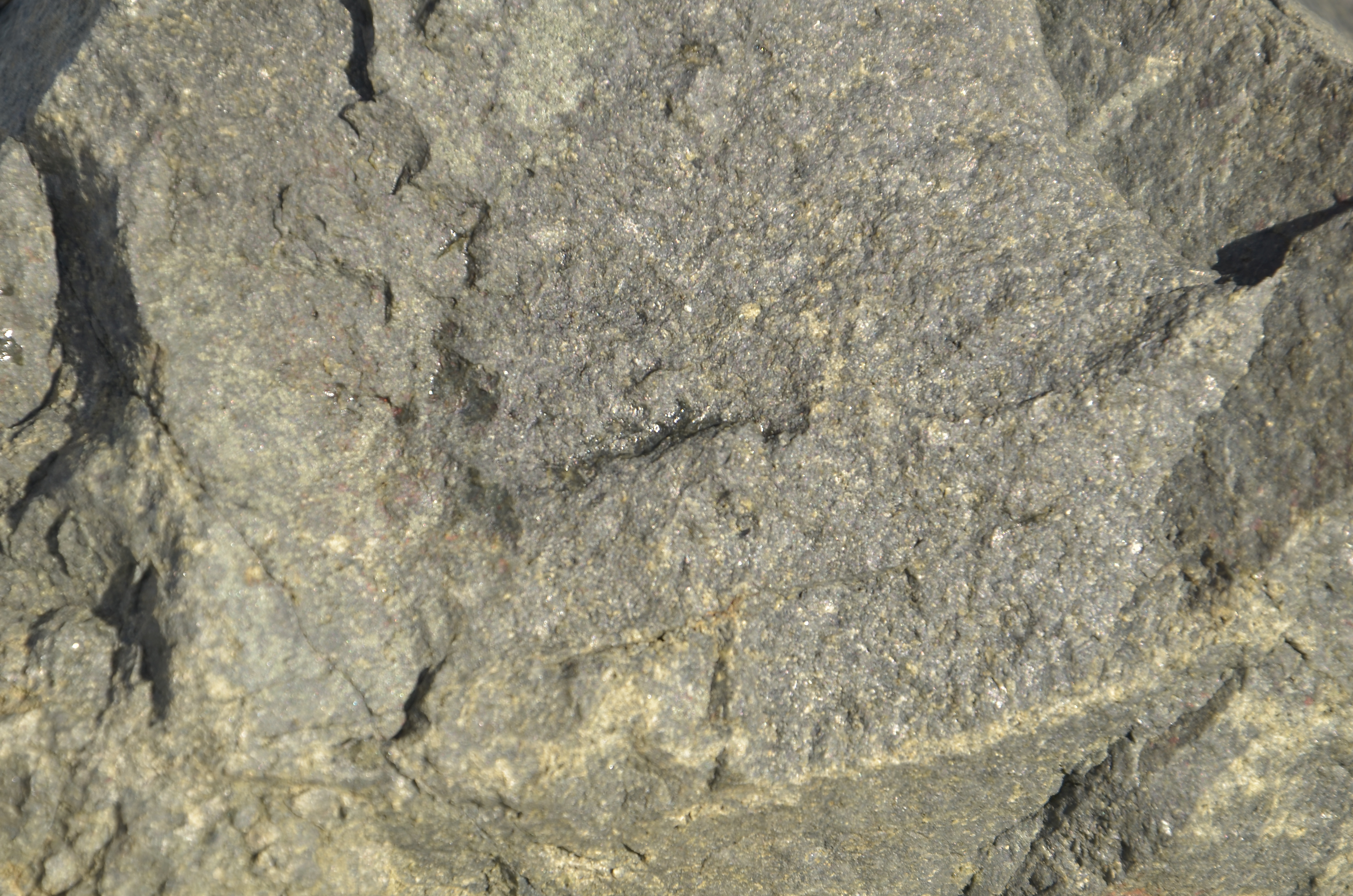
Vue macroscopique de la surface d'un bloc d'ophite.

Palassou est le premier a décrire, dès 1777, l'ophite, roche volcanique typique et abondante des Pyrénées, mais que l'abbé croira toute sa vie d'origine sédimentaire, ce qui lui vaudra de nombreuses controverses. Il la décrit précisément : pierre verdâtre, assez dure pour « donner des étincelles » (lorsqu'on la frappe avec du métal), « enveloppée d’une croûte ferrugineuse de couleur brune ». Il précise qu'elle est composée d'hornblende et de feldspaths et énumère les principaux affleurements le long de la chaîne, du Pays basque jusqu'à Saint-Martory dans la vallée de la Garonne.
C'est le chimiste Bayen qui suggère à Palassou de donner le nom d'ophite à cette nouvelle roche. Le terme était déjà usité par les auteurs antiques pour désigner un minéral verdâtre : la serpentine. Si Palassou admet après débats l'équivalence de son ophite avec le trapp ou diabase des Scandinaves et le grünstein de Werner, il se bat en revanche toute sa vie pour démontrer la différence avec la serpentine, le « pyroxène en roche » ou le « schorl en masse ».
Voyant l'ophite toujours associée aux bancs argileux et calcaires, Palassou est persuadé de son origine sédimentaire. Il explique sa génèse par une recristallisation de matières argileuses, ce qui en fait donc une roche d'origine secondaire. Ses adversaires voient une roche d'origine primaire, comme le granite. Certains, dont Borda d’Oro, Dolomieu ou encore Charpentier, font un rapprochement avec le basalte et la considèrent comme un produit du feu. Ce à quoi Palassou objecte qu'il n'y a aucune trace de volcanisme dans les Pyrénées. À la fin de sa vie, dans les années 1820, Palassou s'accroche encore à son idée d'ophite sédimentaire, contre l'avis unanime de la nouvelle génération de géologues.

### Botanique
L'œuvre de Palassou en matière de botanique est également considérable. Dans son Essai sur la minéralogie des Monts-Pyrénées de 1781, dont le sous-titre est Suivi d'un catalogue des plantes observées dans cette chaîne de montagnes, des centaines d'espèces végétales sont listées et décrites.
En 1784, il décrit l'espèce Quercus palensis (chêne tauzin) de la famille des Fagaceae (synonyme : Quercus pyrenaica Willd.).

## Ouvrages
- Essai sur la minéralogie des Monts-Pyrénées, Paris, Didot jeune, 1781, XX-346 p., 12 planches et 10 cartes.
- Essai sur la minéralogie des Monts-Pyrénées, 2e édition, Paris, Didot jeune, 1784, XVI-330 p., 12 planches et 8 cartes.
- Mémoire pour servir de supplément à l'essai sur la minéralogie des Monts-Pyrénées, Pau, 1791, 68 p.
- Mémoires pour servir à l'histoire naturelle des Pyrénées et des pays adjacents, Pau, imp. Vignancour, 1815, XVI-488 p.
- Suite aux mémoires pour servir à l'histoire naturelle des Pyrénées et des pays adjacents, Pau, imp. Vignancour, 1819, XXIV-430 p.
- Supplément aux mémoires pour servir à l'histoire naturelle des Pyrénées, etc., Pau, imp. Vignancour, 1821, 208 p.
- Notice historique sur la ville et le château de Pau, depuis leur fondation jusqu'au milieu du XVIIIe siècle, Pau, imp Vignancour, 1822, 69 p.
- Nouveaux mémoires pour servir à l'histoire naturelle des Pyrénées et des pays adjacens, Pau, imp. Vignancour, 1823, 192 p.
- Description des Voyages de S. A. R. Madame, Duchesse d'Angoulême, dans les Pyrénées, pendant le mois de Juillet 1823, Pau, imp. Vignancour, 1825, 128 p.
- Observations pour servir à l'histoire naturelle et civile de la vallée d'Aspe, d'une partie de la Basse-Navarre et des pays circonvoisins, Pau, imp. Vignancour, 1828, 204 p.